# Battipaglia
Battipaglia község (comune) Olaszország Campania régiójában, Salerno megyében.

## Fekvése
A Tirrén-tenger partján fekszik, a megye nyugati részén. Határai: Bellizzi, Eboli, Montecorvino Rovella, Olevano sul Tusciano és Pontecagnano Faiano.

## Története
A település eredete a 11. századra vezethető vissza. Igazi jelentőséget azonban 1858 után kapott, miután a környékén levő mocsarakat lecsapolták így rendkívül termékeny mezőgazdasági területeket nyerve. 1929-ben vált önállóvá a szomszédos Ebolitól. 1969. április 9-én egy tüntetés tört ki a régi cukor- és dohánygyár bezárása ellen. Heves utcai harcokba váltott át, amelynek során a tüntetők felgyújtották a rendőrség és a városháza épületét. A zavargások több, mint 200 sebesülttel és 2 halottal értek véget.  

## Népessége
A népesség számának alakulása:

## Főbb látnivalói
- Castellucio - a 11. század elején épült vár
- Torre sul Tusciano - az 1500-as évek között, a tengerparton épült őrtorony
- Santa Lucia-templom - 1140-ben épült